# Clossiana interligata
Clossiana interligata är en fjärilsart som beskrevs av Cabeau 1922. Clossiana interligata ingår i släktet Clossiana och familjen praktfjärilar. Inga underarter finns listade i Catalogue of Life.